# 蔡秀菊
蔡秀菊 （1953年—），國立台灣師範大學生物學系學士、靜宜大學生態學系碩士。笠詩社、台灣筆會、台灣現代詩人協會、台灣兒童文學學會成員，曾擔任《台灣現代詩》主編。

## 著作列表
- 現代詩集：《蛹變詩集》、《黃金印象》、《司馬庫斯部落詩抄》、《春天的e-mail》、《野地集》、《蔡秀菊詩選集》、《蔡秀菊集》、《蔡秀菊的文學旅途》、《Smangus之歌》。
- 散文集：《懷念相思林》。
- 文學評論集：《文學陳千武》、《詩的光與影》。
- 小說集：《夜舞者》。
- 報導文學：《尋找一座島》

## 榮譽
- 1997年第一屆台中市大墩文學新人獎
- 1998年吳濁流文學獎新詩獎佳作
- 2001第十屆 陳秀喜詩獎
- 2002年第三屆綠川個人史首獎、
- 2004年吳濁流文學獎新詩獎、巫永福文學評論獎
- 2010年第十八屆榮後文化基金會「台灣詩人獎」。